# لويس ريوس
لويس ريوس (بالإسبانية: Luis Ríos)‏ هو متسابق بياثل أرجنتيني، ولد في 1953 في بوينس آيرس في الأرجنتين.

## وصلات خارجية
- لويس ريوس على موقع أوليمبيديا (الإنجليزية)